# يوسف أفتيموس
يوسف افتيموس (25 نوفمبر 1866 - 10 سبتمبر 1952)؛ (يوسف أفتيموس) مهندس مدني ومهندس لبناني متخصص في فن العمارة المغربي. أفتيموس هو المهندس المعماري والمخطط العمراني اللبناني الرائد خلال النصف الأول من القرن العشرين، وهو مؤلف للعديد من المعالم الشهيرة في بيروت مثل مبنى بلدية بيروت وبرج حميدية في السراي الكبير ونافورة الحميدية ومبنى البركات. كان أفتيموس أيضًا أكاديميًا وصحافيًا ومخططًا حضريًا ذا بصيرة ووطنيًا وسياسيًا ومحسنًا.

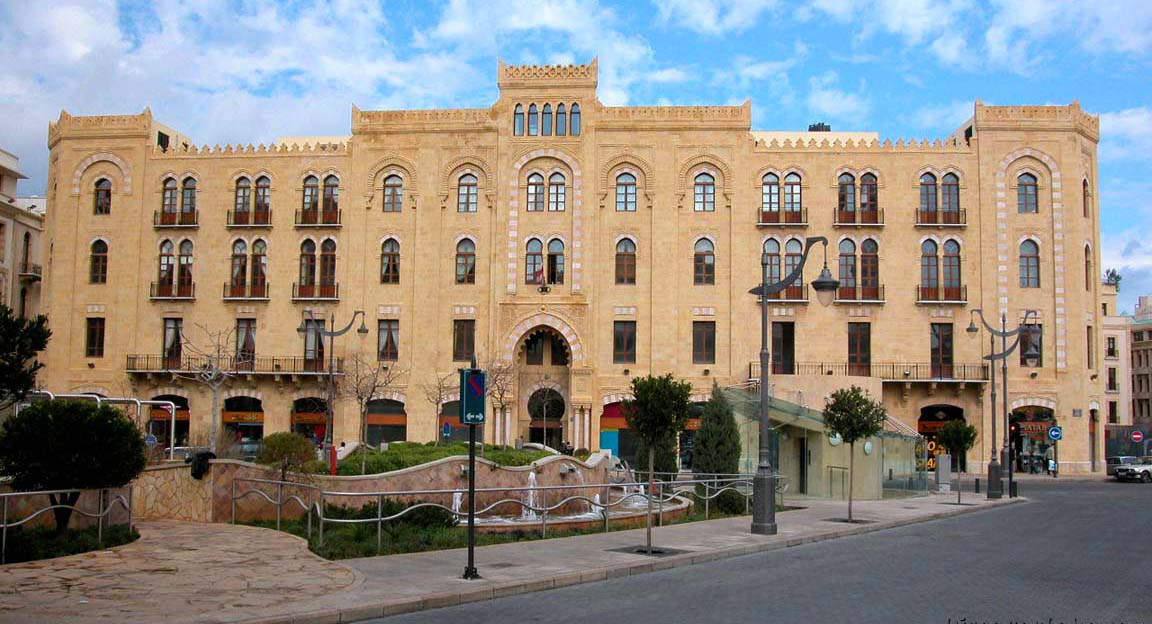
قاعة مدينة بيروت

## حياة سابقة
ولد يوسف أفتيموس في 25 نوفمبر 1866 لعائلة كاثوليكية يونانية في بلدة دير القمر التاريخية. التحق أفتيموس بالمدرسة في مدرسة في ديك المحدي، لبنان في مسقط رأسه اعتبارًا من عام 1875. في عام 1879، انتقل إلى الكلية البروتستانتية السورية (التي عرفت لاحقًا بالجامعة الأمريكية في بيروت لاستكمال دراساته حيث تخرج بدرجة البكالوريوس في الآداب) . قام أفيموس بتدريس اللغة العربية في جامعته لمدة عامين وشارك في تأليف كتاب قواعد اللغة العربية قبل مغادرته إلى مدينة نيويورك حيث درس الهندسة المدنية في كلية الاتحاد اعتبارًا من عام 1885 ؛ تخرج من جامعة كاليفورنيا في عام 1891. قدمت شركة بنسلفانيا للسكك الحديدية لأفتيموس وظيفته الأولى؛ كان يعمل على قناة هدسون والسكك الحديدية بنسلفانيا. ثم تم تجنيده من قبل شركة طومسون هيوستن للكهرباء ثم من قبل جنرال إلكتريك.
في عام 1893، كان أفيموس يعمل تحت اسم رائد في فن العمارة المغاربية وتم اختياره لتصميم أجنحة «القصر الفارسي» و «القرية التركية» و «شارع القاهرة» لمعرض كولومبيان 1893 في العالم في شيكاغو. كان شارع القاهرة نقطة جذب خاصة في المعرض. واصل أفتموس العمل في الجناح المصري في معرض أنتويرب، وفي العام التالي ذهب إلى برلين في رحلة بحثية واسعة حول هندسة البناء قبل أن يعود إلى بيروت في أواخر عام 1896. في عام 1898 تم تجنيد يوسف من قبل بلدية بيروت كمهندس بلدي وأدار بناء برج ساعة السراي الكبير. خلال عمله في بيروت، التقى بمانوك أفيديسيان، المعروف باسم بشارة أفندي المهندس والده المستقبلي، وتزوج من روز أفيديسيان في 1 مايو 1899.

## مهنة

### مهنة في لبنان
بين عامي 1898 و 1903، أصبح يوسف أفتيموس مهندسًا في بلدية بيروت، وقد صمم نافورة الحميدية في عام 1900 والتي كرستها بلدية بيروت للسلطان عبد الحميد الثاني. في وقت لاحق تم نقل النافورة، التي كانت في الأصل في ساحة رياض الصلح / السور، ولا تزال موجودة في حديقة الصنائع. في عام 1911، أسس أفتيموس مكتبًا استشاريًا بالشراكة مع Emile K a c h o الذي كان أيضًا مهندسًا. فاز أفيموس بمسابقة التصميم في قاعة مدينة بيروت عام 1923، ولا يزال المبنى البلدي يقف عند مفترق طرق ويغان وفوش. شغل أفتموس منصب وزير الأشغال العامة في حكومة 1926-1927 بقيادة أوغست باشا أديب.
بالإضافة إلى أعماله الهندسية، نشر أفتموس معاهدات معمارية حول العمارة العربية بعنوان «العرب في فن البناء» ؛ كما تم انتخابه عضوًا في الأكاديمية العربية ومقرها دمشق ورئيسًا لجمعية خريجي كلية البروتستانت السورية. ساعد أفتيموس في تأسيس وترأس منظمة خيرية غير ربحية تهدف إلى القضاء على مرض السل.

#### أعمال أخرى
- 1920 الدامور: جسر نهر الدامور القديم (قصف عام 1941) [5]
- 1923 قاعة مدينة بيروت
- 1924 النبطية: إمدادات مياه الشرب
- 1924 مبنى نقولا بركات
- 1925 المباني في مستشفى فندق ديو دي فرانس
- 1927 بناء منزل أفتيموس (القنطاري)
- 1929 مؤتمر العمارة العربية. (وفاة ولده فؤاد أفطيموس).
- 1929 مبنى عيسى (مستشفى طراد) الذي يضم القنصلية الأمريكية.
- 1932 مبنى زهير (كلية حجازية)
- 1933 مبنى بلدية بيروت، قاعة سيج (B U C).
- المسرح الكبير في بيروت مقابل شارع المعارض.[4][7]

#### مشاريع غير محققة
- 1935 مشروع غير مبني لكاتدرائية كاثوليكية يونانية.[4]

### يعمل في الخارج
- 1903 مشروعات ري في صعيد مصر لصالح الحكومة المصرية
- 1910 إيران: تعمل في شمال البلاد [4]

## تأثير

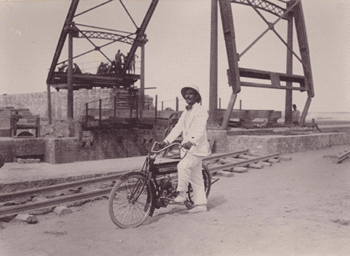
يوسف افتيموس - مصر العليا - 1903

في نهاية القرن ال19 شهدت والثقافي العثماني إحيائية حركة تهدف إلى تحديد أسلوب العثماني المعمارية التي اثارها نشر إبراهيم إلديم باشا أصول العمارة العثمانيه (مبادئ العمارة العثمانية) في عام 1873. كان احياء المعماري العثماني انتقائي جدا، ووجه على العديد من الأساليب بما في ذلك الباروك العثمانية وحديثة العمارة الإسلامية، العامية للفنون الجميلة، الكلاسيكية الجديدة. كانت مشاركة أفتيموس في معرض شيكاغو العالمي بمثابة إجازته كمهندس إحياء عثماني. على الرغم من أنه كان لديه القليل من المعرفة بالثقافة المعمارية لإسطنبول، إلا أن عمله المغترب في الحكومة العثمانية أطلعه على اتجاهات معينة في العاصمة العثمانية. قدم أفتيموس هذا الأسلوب الإحياءي العثماني من إسطنبول ومن معرض كولومبوس في شيكاغو العالمي إلى بيروت بحلول نهاية القرن التاسع عشر؛ سيطر تأثيره المعماري لاحقًا على المنشآت العامة في بيروت خلال العقدين الأخيرين من حكم العثمانيين على لبنان.

## الجدل «البيت الأصفر»
تم تصميم قصر بركات المعروف أيضًا باسم «البيت الأصفر» من قِبل شركة أفيموس وحُكم عليه بتدميره في عام 1997 لأنه تعرض لأضرار جسيمة خلال الحرب الأهلية اللبنانية. يقع القصر في منطقة السوديكو في الأشرفية، ويتقاطع مع خط ترسيم الحرب الأهلية. تم حفظه من قبل النشطاء اللبنانيين (وخاصة المهندس منى حلاق) الذين نشروا مقالات حول القصر نُشرت في الصحافة بشكل يومي تقريبًا وكتبوا الالتماسات والتجمعات المنظمة أمام المبنى. في عام 2000، أنتج Atelier d e Recherche ALBA تثبيتًا كبيرًا على أساس سرد من هذا المبنى والحي. أدت الاحتجاجات في النهاية إلى تعليق قرار تدمير مبنى بركات في عام 2003 وقررت بلدية بيروت الحصول عليه من أجل تثبيت متحف للذاكرة مع اقتفاء أثر تاريخ المدينة الذي يعود تاريخه إلى 7000 عام. تعتمد البلدية على دعم فرنسا للمضي قدماً في عملية الترميم.

## روابط خارجية
- يوسف أفتيموس في أتيليه دي ريتشير ألبا

## طالع
- قائمة المعماريين اللبنانيين